# Morawsko-Śląska Dywizja E
Morawsko-Śląska Dywizja E w piłce nożnej – wraz z dywizjami A, B, C oraz D stanowi czwartą w hierarchii klasę rozgrywkową w Czechach. W lidze występuje 16 zespołów, a mecze rozgrywane są systemem każdy z każdym, mecz i rewanż. W całym sezonie, rozgrywanym systemem jesień-wiosna granych jest 30 kolejek. Zwycięzca rozgrywek awansuje bezpośrednio do ligi morawsko-śląskiej. Natomiast kluby, które zajęły ostatnie trzy miejsca są relegowane do niższej klasy rozgrywek. Odpowiednio są to ligi krajów morawsko-śląskiego, zlińskiego oraz ołomunieckiego. Może to być również liga kraju południowomorawskiego.